# Strašnov
Strašnov település Csehországban, a Mladá Boleslav-i járásban. Strašnov Brodce, Nepřevázka, Dobrovice és Písková Lhota településekkel határos. Lakosainak száma 303 fő (2024. január 1.).

## Népesség
A település lakosságának változását az alábbi diagram mutatja:
| Lakosok száma | 229  | 253  | 254  | 199  | 167  | 267  | 261  | 265  | 303  | 303  |
|               | 1869 | 1900 | 1921 | 1961 | 1980 | 2011 | 2016 | 2019 | 2021 | 2024 |